# Haslev Kraftvarmeværk
Haslev kraftvarmeværk er et kraftvarmeværk i Haslev Kommune. Dette anlæg udnytter op til 90% af energien i det fossile brændstoffer, ved at spildvarmen udnyttes til levering af fjernvarme. I 2012 købte Haslev Fjernvarme værket af DONG Energy for i alt 18 mio. til afdrag over 10 år. 
Anlægget blev installeret i 1989. Brændselskilden er biomasse i form af 25.000 ton strå årligt, og dette var verdens første kraftværk med sådan noget biobrændsel. Kraftvarmeværket producerer 5 MW elektricitet og 13 MJ/sek fjernvarme, og dækker 2.000 boligers varmebehov i og rundt om Haslev.